# Mine de Copper Queen
La mine de Copper Queen est une ancienne mine souterraine de cuivre située près de la ville de Bisbee en Arizona aux États-Unis.